# Saykhan
Saykhan (Mongol : Сайхан) est un sum (district) de la province de Selenge, au nord de la Mongolie. Les deux principales villes de ce sum sont Hötöl et Nomgon.

## Histoire
Le district de Saikhan a été créé en 1977. La ville a été créée pour soutenir la mine de chaux et la cimenterie de Khutul [source insuffisante]. Il est bordé par la province de Darkhan-Uul, le district de Bayangol, la province d'Orkhon et le district de Hushaat. En 2008, le district de Saikhan compte environ 8 285 habitants[source insuffisante]. Le nom officiel de la ville « Khotol » a été établi en 1984.

## Géographie
La superficie totale du district est de 1 311 km2
La ville de Khotol est située  à 260 km de la capitale Oulanbator, à 165 km de la province de Sukhbaatar, à 58 km de la province de Darkhan-Uul et à 148 km de la province d'Orkhon.

## Transport
La ville est un arrêt sur un embranchement du chemin de fer transmongol reliant la mine de cuivre d'Erdenet.